# 稲城市立平尾小学校
稲城市立平尾小学校（いなぎしりつ ひらお しょうがっこう）は、東京都稲城市平尾にある公立小学校。

## 概要
稲城市の南に位置する平尾にある小学校で、稲城第五小学校と稲城第八小学校を統合した形で開校した。

## 教育目標
『人にやさしさ　自分につよさ　めあてをもって取り組む子』

## 児童数
- 学級数は1～6学年それぞれ3学級、なかよし2学級、合計19学級。
- 児童数は全学年合計で578人。

（いずれも平成28年9月現在）

## 沿革
- 2002年（平成14年）4月8日、稲城第五小学校・稲城第八小学校を統合し、稲城市立平尾小学校開校。2002年の統合1年目は、旧稲城第八小学校の校舎を使用。2003年4月より校舎のリニューアルが完了し、現校舎（旧稲城第五小学校）を使用。
- 2004年（平成16年）4月、稲城市教育委員会研究奨励校指定。
- 2007年（平成19年）2月、東京都学校歯科保健優良校表彰。

## 通学区域
- 平尾全域[1]

## 進学先中学校
- 稲城市立稲城第二中学校[2]

## 交通アクセス
- 小田急バスだと、発車本数が多い小田急小田原線・小田急多摩線の新百合ヶ丘駅の南口から乗車か、発車本数は少ないがJR南武線南多摩駅や、京王相模原線稲城駅で乗車し、バス停「平尾小学校」で下車し、徒歩2分ほどで到着する。
- iバスだと小田急多摩線はるひ野駅や、同線栗平駅や、京王相模原線若葉台駅や、JR南武線南多摩駅から乗車し、停留所「平尾団地」を下車すると、そこから徒歩2分ほどで到着する。
- タクシーだと、発車本数が多い小田急小田原線・小田急多摩線新百合ヶ丘駅の南口から乗車しても行ける。他の駅はタクシーが多くとまっていない。
- 徒歩だと最短は小田急多摩線栗平駅で15分ほどで、同線五月台駅だと山道を通れば25分ほどで、新百合ヶ丘駅からだと30分ほどで、他の駅はそれ以上かかかる。